# Emir Sader
Pour les articles homonymes, voir Sader.
Emir Simão Sader, né le 13 juillet 1943 à São Paulo (Brésil), est un philosophe, sociologue et politologue brésilien affilié au Parti des travailleurs (PT).

## Biographie
D'origine libanaise, il est diplômé de l'université de São Paulo en philosophie et titulaire d'un master de philosophie politique et d'un doctorat en science politique de cette même université, où il a ensuite enseigné la philosophie puis la science politique. Il a également été chercheur au centre d'études socio-économiques de l'université du Chili et professeur de politique à l'Université d'État de Campinas (Brésil). Il est actuellement professeur retraité de l'Université de São Paulo et dirige le laboratoire de politiques publiques (LPP) de l'université de l'État de Rio de Janeiro, où il est professeur de sociologie.
Penseur d'orientation marxiste, Sader collabore à des publications nationales et étrangères et est membre du conseil éditorial du périodique anglais New Left Review. Il a présidé l'association latino-américaine de sociologie (ALAS, 1997-1999) et est un des organisateurs du Forum Social Mondial. Il est notamment l'auteur de A Vingança da História (« La vengeance de l'Histoire »).

Un an après l'élection de Jair Bolsonaro, il critique son bilan qu'il qualifie de « désastreux ». À l'inverse, il salue la libération de Lula et explique que : 

« Dans ce contexte de profonde fragilisation du gouvernement Bolsonaro, Lula rassemble les conditions pour gagner de nouvelles élections. Il serait de nouveau le favori. Le lulisme se convertit en grande idéologie de la démocratie dans le pays, une idéologie de sauvetage du pays. »

## Controverse
Emir Sader a été condamné en novembre 2006 à une peine de prison en régime ouvert et à la perte de ses droits civiques pour diffamation envers le sénateur Jorge Konder Bornhausen, membre du PFL (Parti du Front Libéral) à Santa Catarina.
En 2005, le Président du PFL avait déclaré que le Brésil avait besoin de « se libérer de cette race », désignant ainsi le Parti des travailleurs et à ses militants. En réaction, Emir Sader l'avait accusé de « racisme » dans un article paru sur le site Carta Maior  le 28 août 2005. Sader lui reprochait également la discrimination des « Noirs, pauvres, sales et brutes » et le traitait de fasciste.
Le jugement de première instance lui reproche d'avoir mis en avant son statut de professeur d'une université publique pour insulter un représentant du peuple, manquant ainsi de respect aux citoyens l'ayant élu.
En réponse à la condamnation judiciaire, qui n'est pas encore définitive, Emir Sader ayant fait appel, des intellectuels dirigés par Antônio Cândido font circuler une pétition contre la sentence, comportant déjà des centaines de signatures.
La pétition explique que la décision judiciaire va à l'encontre la liberté d'expression, en intimidant et rendant criminelles la pensée critique et l'autonomie universitaire. La sentence, poursuit la pétition, transforme l'agresseur en victime et en criminel le défenseur des offensés. Le manifeste peut être lu intégralement sur la page consciência.net (pt) .
D'autres affirment que la liberté d'expression est un droit qui apporte des devoirs avec lui. La punition judiciaire répond aux manifestations calomnieuses de la part d'Emir Sader.
Pour mieux se situer dans la discussion, il est intéressant de voir, au-delà de ce que l'on pense d'Emir Sader, la participation politique de Jorge Borhausen (pt)  et sa participation active dans des scrutins nominaux (pt) .